# La ville morte
La ville morte (deutsch: „Die tote Stadt“) ist eine Oper in vier Akten von Raoul Pugno und Nadia Boulanger (Musik) mit einem Libretto von Gabriele D’Annunzio nach dessen Schauspiel La città morta von 1896. Die Ende 1914 an der Opéra-Comique geplante Uraufführung wurde aufgrund des Ersten Weltkriegs abgesagt. Teile der Partitur gingen verloren. Erstmals gespielt wurde die Oper im Juli 2005 beim Festival der Accademia Musicale Chigiana in Siena in einer Neuinstrumentierung von Mauro Bonifacio.

## Handlung

### Erster Akt
Ein Haus in Mykene
Der Archäologe Léonard arbeitet an den Ausgrabungsstätten von Mykene. Bei ihm befindet sich seine Schwester Hebé. Die beiden erhalten Besuch von einem Freundespaar, Anne und Alexandre. Anne ist erblindet, besitzt aber hellseherische Kräfte. Sie hat eine Pflegerin mitgenommen. Alexandre ist Dichter und interessiert sich für die Literatur der Antike. Zu Beginn der Oper liest Hebé eine Ausgabe der Antigone des Sophokles. Sie ist über das Verhalten ihres Bruders beunruhigt, der seit einiger Zeit einer Begegnung mit ihr aus dem Weg geht und ungewöhnlich viel Zeit bei den Ausgrabungen verbringt. Hebé spielt deshalb mit dem Gedanken, das Land zu verlassen. Auch Anne fühlt sich nicht wohl. Die Hitze bedrückt sie. In den Nächten träumt sie von der Heilung ihrer Blindheit und wird beim Erwachen jedes Mal enttäuscht. Sie bittet Hebé, ihr Gesicht berühren zu können und ist anschließend fasziniert von deren Schönheit und Lebenskraft. Hebé vertraut sich ihr an. Nach einem längeren Ausflug kehrt Alexandre zurück, überreicht Hebé einen Blumenstrauß und flirtet mit ihr. Léonard berichtet von der Entdeckung der unversehrten Gräber der Atriden, darunter Agamemnon, Eurymedon und Kassandra. Die Körper seien leider sofort nach der Enthüllung zerfallen, sodass nur noch die goldenen Masken, Kleider und Schmuckstücke übrig seien, mit denen sie begraben wurden. Alexandre möchte sich die Ausgrabungen sofort ansehen. Auf Drängen seiner Schwester bleibt Léonard im Lager, um sich auszuruhen. Auch Anne muss bleiben. Sie beklagt ihrer Pflegerin gegenüber ihre Einsamkeit.

### Zweiter Akt
Die Ausgrabungsstätte
An der Ausgrabungsstelle sortiert Hebé den von Léonard entdeckten Schatz und legt sich probeweise selbst einige der Schmuckstücke an. Alexandre findet sie darin unwiderstehlich. Er trägt ihr seine Gefühle in einem leidenschaftlichen Gedicht vor und fordert sie auf, mit ihm gemeinsam abzureisen. Hebé glaubt jedoch nicht an die Echtheit seiner Liebe. Gegen ihren Willen versucht Alexandre sie zu küssen. Da treffen Anne und ihre Pflegerin ein, und Alexandre zieht sich zurück. Hebé ist sich unsicher, ob Anne etwas bemerkt hat. Alexandre bekennt Léonard gegenüber seine Liebe für dessen Schwester. Der hat jedoch selbst inzestuöse Gefühle für sie entwickelt, die er nicht länger unterdrücken kann. Alexandre ist fassungslos.

### Dritter Akt
Im Haus in Mykene
Anne und ihre Pflegerin freuen sich über die abendliche Kühle. Anne ist überzeugt davon, dass sich Alexandre in Hebé verliebt hat. Sie erzählt erst Léonard und dann auch Hebé selbst davon und ergänzt, dass sie dieser Verbindung nicht im Wege stehen wolle. Dabei klingt an, dass sie sich gegebenenfalls im Brunnen ertränken will. Léonard wirft seiner Schwester eifersüchtig ihr Verhältnis mit Alexandre vor. Hebé leugnet und beharrt darauf, „rein“ geblieben zu sein. Weil Léonard seine eigenen Gefühle nicht länger unterdrücken kann, fordert er sie auf, ihn am Abend am Brunnen zu erwarten, um gemeinsam aus Mykene abzureisen. Nachdem er gegangen ist, wird Hebé von bösen Vorahnungen geplagt. Sie bittet ihre „Schwestern“ Antigone und Kassandra in einem Gebet um Schutz (Arie: „Vous me voyez mes sœurs“).

### Vierter Akt
Am Brunnen
Alexandre findet Léonard neben der toten Hebé. Léonard gesteht den Mord und erklärt, dass er sie ertränkt habe, um ihre Reinheit zu bewahren. Sie sei jetzt anbetungswürdig wie eine Göttin. Da erscheint die nach Hebé suchende Anne. Alexandre und Léonard versuchen noch, die Leiche vor ihr zu verbergen, doch Anne berührt sie mit dem Fuß. In diesem Moment erfüllt sich ihr Traum der vergangenen Nächte: Ihre Blindheit verfliegt, und sie kann wieder sehen.

## Gestaltung

### Orchester
Die Neuorchestrierung von Mauro Bonifacio aus dem Jahr 2005 umfasst die folgenden Instrumente:
- Holzbläser: zwei Flöten, Piccoloflöte, zwei Oboen, Englischhorn, zwei Klarinetten, Bassklarinette, zwei Fagotte
- Blechbläser: drei Hörner, zwei Trompeten, Posaune
- Pauken, Schlagwerk
- Harfe
- Celesta
- Streicher

Außerdem gibt es eine kammermusikalische Fassung für elf Instrumente von Joseph Stillwell und Stefan Cwik mit Unterstützung des Komponisten David Conte, eines der letzten Studenten Nadia Boulangers. Sie wurde 2024 uraufgeführt und basiert auf einem kurz zuvor wiederentdeckten Klavierauszug der Oper.

### Libretto
Wie in der antiken griechischen Tragödie wird die Handlung überwiegend in den Dialogen vermittelt. Der Text enthält viele Anspielungen an die griechische Mythologie sowie an Claude Debussys wenige Jahre zuvor entstandene Oper Pelléas et Mélisande, die ebenso wie La ville morte von versteckten Leidenschaften handelt. Dass Hebé am Anfang der Oper in Annes Gegenwart ihr Haar löst, verweist auf die ähnliche Szene im dritten Akt bei Debussy. In beiden Werken gibt es wiederholt Hinweise auf Wasser. Auch La ville morte ist dem Symbolismus verpflichtet.

### Musik
Die Orchesterbehandlung ist farbenreich und wurde mit der Musik Claude Debussys oder Maurice Ravels verglichen. Die Gesangslinien sind überwiegend im Dialogton gehalten, wobei die Instrumentalbegleitung sowohl emotionale als auch äußerliche Zustände abbildet. Die Stimmung verändert sich ständig.

## Werkgeschichte

### Entstehung

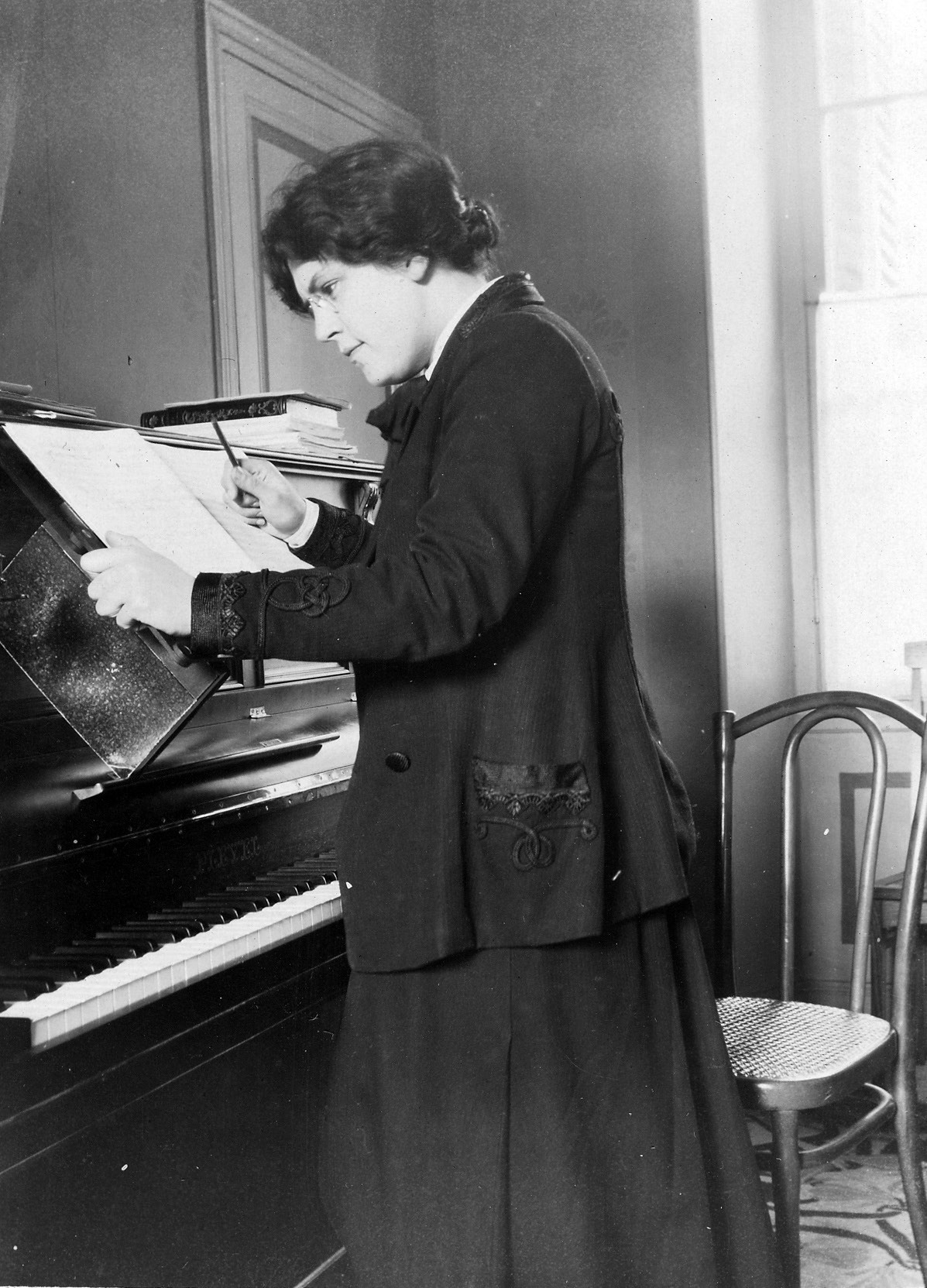
Nadia Boulanger bei der Arbeit an La ville morte. Saint-Jean-Cap-Ferrat, 1911

Diese Oper ist eine Gemeinschaftskomposition von Nadia Boulanger und ihrem deutlich älteren Mentor, engem Freund und Geliebten Raoul Pugno. Das Libretto stammt von Gabriele D’Annunzio. Es basiert auf seinem Schauspiel La città morte aus dem Jahr 1896, das im Januar 1898 mit Sarah Bernhardt in der Rolle der Anna in Paris uraufgeführt wurde. Das Libretto hat nur vier anstelle der ursprünglich fünf Akte. Die Figur „Bianca Maria“ wurde in „Hebé“ umbenannt. Im Vergleich mit der Schauspielvorlage gab es eine Reihe von weiteren Änderungen und Kürzungen, aber auch Ergänzungen wie das „Lamento der Jungfrau“, das D’Annunzio explizit für die Opernfassung schrieb.:32 
Nach eigener Aussage überarbeitete d’Annunzio den dritten und vierten Akt besonders gründlich. Hier ergänzte er einen unsichtbaren Chor. Es ist unklar, welche Teile der Oper Boulanger und welche Pugno komponierten. Nur das erst nach Pugnos Tod im Januar 1914 entstandene Vorspiel stammt mit Sicherheit von Boulanger.
1909 bekundete der Komponist Jean Roger-Ducasse, ein Freund Nadia Boulangers, Interesse an einer Vertonung von D’Annunzios Text. Er gab dieses Vorhaben aber schnell wieder auf. Im Frühjahr 1910 übernahmen Boulanger und Pugno das Projekt. Details über die Arbeit finden sich in Boulangers Tagebüchern. Am 30. April 1910 traf sie sich mit D’Annunzio bei der Premiere ihres Liederzyklus’ Les heures claires in der Salle Pleyel. Am 31. Mai desselben Jahres unterschrieben sie einen Vertrag mit dem Musikverleger Henri Heugel.:27 Den Tagebüchern zufolge entstanden die ersten Noten bereits einige Tage vorher, am 22. Mai 1910.:32–33 Am 3. September 1910 schrieb D’Annunzio an Heugel, dass er seine Arbeit abgeschlossen habe und sich das Libretto bereits in den Händen der Komponisten befinde. Diese begannen ihre eigentliche Arbeit im Winter 1910/1911. Während Pugnos Konzertreise im Februar und März 1911 arbeitete Boulanger alleine an der Komposition weiter. Am 19. März vermerkte sie, dass das Duett des zweiten Akts beinahe abgeschlossen sei. Zwischenzeitlich brachte Heugel Meldungen über die Fortschritte heraus. Am 3. April 1911 spielten Boulanger und Pugno dem Komponisten Louis Vierne den ersten Akt vor. Am 5. Juni präsentierten sie dem Dirigenten und Leiter des Théâtre de la Monnaie, Maurice Kufferath, zwei Akte in der Hoffnung auf eine dort mögliche Uraufführung. Am 6. Juli demonstrierten sie Heugel die Erstfassung des zweiten Akts.:33–35
Die Zusammenarbeit von Boulanger und Pugno erwies sich aufgrund des großen Unterschieds in Alter und Erfahrung und wegen des Machtdifferenzials der traditionellen Geschlechterrollen als schwierig.:49 Im Juli 1911 kam es zu Spannungen, die beinahe zum Abbruch des Projekts führten. Boulanger war zutiefst unzufrieden mit der Art der Zusammenarbeit. Nach einer klärenden Aussprache nahmen beide die Arbeit jedoch wieder auf. Teile des ersten Akts wurden umgeschrieben. Am 21. August präsentierten sie die ersten beiden Akte dem Komponisten Paul Vidal. Am 6. September war der Anfang des dritten Akts fertiggestellt, und am 8. Oktober spielten sie Albert Carré, dem Direktor der Opéra-Comique, alle drei Akte vor. Anschließend musste Boulanger aus gesundheitlichen Gründen eine mehrmonatige Pause einlegen, während Pugno seine Konzertsaison begann. Am 11. April stellten sie der Sängerin Claire Croiza, die später für die Rolle der Hebé vorgesehen war, Ausschnitte aus der Oper vor. Anschließend arbeiteten sie am Klavierauszug des ersten Akts. 1912 musste Nadia Boulanger viel Zeit und Energie für ihre Schwester Lili aufbringen, die Ratschläge bei ihren eigenen Kompositionen benötigte und ebenso wie Pugno häufig an Krankheiten litt. Die Arbeit an der Oper ging daher nur langsam voran. Am 3. August war die erste Skizze des vierten und letzten Akts nahezu vollendet.:35–39 Am 19. September stellten sie Vidal den dritten und vierten Akt vor und am 22. September den dritten Akt den „Chapelots“, Musikbekanntschaften aus Paris, deren konkrete Identität nicht bekannt ist. Boulanger übernahm dabei selbst die Partie der Hebé, mit der sie sich vermutlich identifizierte. Zwei Tage später berichteten sie Heugel, dass die Oper fertiggestellt sei.:41f
Die Uraufführung war Ende 1914 an der Opéra-Comique geplant. Die Partitur ging im Juli 1914 heraus, Bühne und Poster waren fertiggestellt und die ersten Chorproben sollten am 17. August 1914 beginnen. Da Frankreich jedoch im August in den Ersten Weltkrieg eintrat, musste die Produktion abgesagt werden. Nach Kriegsende unternahm Boulanger noch einige vergebliche Versuche, das Werk auf die Bühne zu bringen. Anschließend gab sie ihre eigenen Kompositionsambitionen auf, um die Werke ihrer 1918 verstorbenen Schwester Lili Boulanger zu fördern.
Die Originalpartitur der Oper ging bei einem Brand eines Lagerraums verloren. Nachdem beim Musikverlag Heugel eine mit dem 6. September 1923 datierte handschriftliche Kopie des ersten Akts aufgefunden wurde, gab es auf D’Annunzios Initiative einen weiteren Versuch, das Werk an der Opéra-Comique auf die Bühne zu bringen. Bei dieser Gelegenheit nahm Boulanger noch Anpassungen an der Partitur vor. Zu einer Aufführung kam es jedoch nicht. 1946 schickte sie den Klavierauszug ihrem Schüler Leonard Bernstein, der Interesse an einer Produktion bekundet hatte. Auch diese Hoffnung zerschlug sich.

### Aufführungsgeschichte
Im Auftrag der Accademia Musicale Chigiana erstellte der Komponist Mauro Bonifacio eine neue Orchesterfassung in Anlehnung an die erhaltene Partitur des ersten Akts. Sie wurde erstmals im Juli 2005 in Siena gezeigt. Es handelte sich um eine gekürzte Fassung ohne die Partie von Annes Pflegerin. Die Inszenierung entstand in Zusammenarbeit mit dem Teatro del Giglio (Lucca). Regie und Bühne stammten von Massimo Luconi, die Kostüme von Paola Marchensin. Die Camerata Strumentale „Città di Prato“ und der Coro „Guido Monaco“ di Prato musizierten unter der Leitung von Luca Pfaff. Es sangen Michelle Canniccioni (Hebé), Letitia Singleton (Anne), Lorenzo Carola (Léonard) und Randal Turner (Alexandre).
Die erste vollständige Aufführung gab es im März 2020 konzertant an der Göteborger Oper unter der Leitung von Anna-Maria Helsing. Hier sangen Katarina Karnéus (Hebé), Matilda Paulsson (Anne), Markus Pettersson (Léonard), Anton Ljungqvist (Alexandre) und Natallia Salavei (Pflegerin).
Vom 19. bis 28. Januar 2024 zeigte die Alternativbühne der Griechischen Nationaloper in fünf Aufführungen eine um die Partie der Pflegerin, einen Männerchor und einige Szenen reduzierte kammermusikalische Fassung für elf Instrumente von Joseph Stillwell und Stefan Cwik. Regie führte Robin Guarino, die Bühne stammte von Andromache Chalfant, die Kostüme von Candice Donnelly und das Lichtdesign und die Projektionen von Jessica Drayton. Die Sänger waren Jorell Williams (Alexandre), Melissa Harvey (Hebé), Laurie Rubin (Anne) und Joshua Dennis (Léonard). Es handelte sich um eine Koproduktion mit der Catapult Opera Company in New York, die das Werk vom 19. bis 21. April 2024 im Skirball Center for the Performing Arts der New York University mit dem Talea Ensemble unter Neal Goren aufführte.

## Aufnahmen
- 15. Juli 2005 – Luca Pfaff (Dirigent), Massimo Luconi (Regie und Bühne), Paola Marchesin (Kostüme), Camerata Strumentale „Città di Prato“, Coro „Guido Monaco“ di Prato.
 Michelle Canniccioni (Hebé), Letitia Singleton (Anne), Lorenzo Carola (Léonard), Randal Turner (Alexandre).
 Video; live aus der Chiesa di Sant’Agostino in Siena; rekonstruierte Fassung von Mauro Bonifacio; gekürzt, ohne die Partie von Annes Krankenschwester.
 Videostream auf YouTube.[13]
- 8. März 2020 – Anna-Maria Helsing (Dirigent), Orchester und Chor der Oper Göteborg.
 Katarina Karnéus (Hebé), Matilda Paulsson (Anne), Markus Pettersson (Léonard), Anton Ljungqvist (Alexandre), Natallia Salavei (Amman).
 Live, konzertant aus der Oper Göteborg; Gesamtaufnahme.
 Radioübertragungen u. a. von NDR Kultur und Österreich 1.[5][14]

## Digitalisate
- Entwurf des ersten Akts, autografes Manuskript. Digitalisat bei Gallica
- Gabriele D’Annunzio: La città morta. Tragedia. Schauspielvorlage. Digitalisat im Internet Archive
- Gabriele D’Annunzio, G. Mantellini (Übers.): The Dead City. A Tragedy. Schauspielvorlage (englische Übersetzung). Digitalisat im Internet Archive